# Sindaci di Senigallia
Questo elenco riporta i sindaci e i vari responsabili dell'amministrazione civica del comune di Senigallia. Dal 1861 ad oggi. 

## Sindaci durante il Regno d'Italia

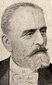
Il Conte Francesco Manzi sindaco dal 1861 al 1865

| Periodo | Periodo | Primo cittadino          | Partito | Carica      | Note |
| ------- | ------- | ------------------------ | ------- | ----------- | ---- |
| 1861    | 1865    | Francesco Marzi          |         | Sindaco     |      |
| 1866    | 1878    | Luigi Rossini            |         | Sindaco     |      |
| 1878    | 1879    | Domenico Benedetti       |         | Sindaco     |      |
| 1880    | 1883    | Luigi Monti              |         | Sindaco     |      |
| 1884    | 1889    | Aristide Ceccacci        |         | Sindaco     |      |
| 1890    | 1891    | Attilio Fedrighini       |         | Sindaco     |      |
| 1892    | 1894    | Luigi Rossini            |         | Sindaco     |      |
| 1895    | 1896    | Tito Carnevali           |         | Commissario |      |
| 1896    | 1898    | Luigi Monti              |         | Sindaco     |      |
| 1898    | 1899    | Carlo Mengs              |         | Sindaco     |      |
| 1899    | 1900    | Francesco Manzi          |         | Sindaco     |      |
| 1901    | 1901    | Cesare Pasi              |         | Commissario |      |
| 1901    | 1903    | Arnoldo Losagh           |         | Sindaco     |      |
| 1903    | 1905    | Carlo Mengs              |         | Sindaco     |      |
| 1905    | 1905    | Camillo Mordini          |         | Commissario |      |
| 1905    | 1905    | Riccardo Grassetti       |         | Commissario |      |
| 1905    | 1907    | Colombo Mengoni          |         | Sindaco     |      |
| 1908    | 1908    | Massimiliano Licastro    |         | Commissario |      |
| 1908    | 1910    | Colombo Mengoni          |         | Sindaco     |      |
| 1910    | 1919    | Aroldo Belardi           |         | Sindaco     |      |
| 1919    | 1920    | Luigi Mancini            |         | Sindaco     |      |
| 1920    | 1922    | Aroldo Belardi           |         | Sindaco     |      |
| 1922    | 1923    | Luigi Gaudio             |         | Commissario |      |
| 1923    | 1926    | Giovanni Monti Guarnieri |         | Sindaco     |      |
| 1926    | 1926    | Bernardino Jonni         |         | Commissario |      |
| 1926    | 1927    | Gustavo Moscarella       |         | Commissario |      |
| 1927    | 1929    | Goffredo Gobbi           |         | Podestà     |      |
| 1929    | 1929    | Ubaldo Olivi             |         | Commissario |      |
| 1929    | 1930    | Nazzareno Pierpaoli      |         | Podestà     |      |
| 1930    | 1933    | Giovanni Monti Guarnieri |         | Podestà     |      |
| 1933    | 1933    | Giuseppe Zingale         |         | Commissario |      |
| 1933    | 1943    | Aldo Allegrezza          |         | Podestà     |      |
| 1943    | 1943    | Pietro Toschi            |         | Commissario |      |
| 1943    | 1944    | Aldo Allegrezza          |         | Podestà     |      |
| 1944    | 1944    | Bartolomeo Bartolini     |         | Sindaco     |      |
| 1944    | 1944    | Romeo Gervasi            |         | Sindaco     |      |
| 1944    | 1945    | Giulio Coltorti          |         | Sindaco     |      |
| 1945    | 1945    | Guerino Gaiolini         |         | Sindaco     |      |

## Repubblica Italiana (dal 1946)
| Sindaci eletti dal Consiglio comunale (1946-1994)    | Sindaci eletti dal Consiglio comunale (1946-1994) | Sindaci eletti dal Consiglio comunale (1946-1994) | Sindaci eletti dal Consiglio comunale (1946-1994)             | Sindaci eletti dal Consiglio comunale (1946-1994)             | Sindaci eletti dal Consiglio comunale (1946-1994)             | Sindaci eletti dal Consiglio comunale (1946-1994) | Sindaci eletti dal Consiglio comunale (1946-1994) | Sindaci eletti dal Consiglio comunale (1946-1994) |
| Nominativo                                           | Nominativo                                        | Partito                                           | Partito                                                       | Partito                                                       | Partito                                                       | Mandato                                           | Mandato                                           | Elezione                                          |
| Nominativo                                           | Nominativo                                        | Partito                                           | Partito                                                       | Partito                                                       | Partito                                                       | Inizio                                            | Fine                                              | Elezione                                          |
| ---------------------------------------------------- | ------------------------------------------------- | ------------------------------------------------- | ------------------------------------------------------------- | ------------------------------------------------------------- | ------------------------------------------------------------- | ------------------------------------------------- | ------------------------------------------------- | ------------------------------------------------- |
|                                                      | Alberto Zavatti                                   |                                                   | Partito Comunista Italiano                                    | Partito Comunista Italiano                                    | Partito Comunista Italiano                                    | 1946                                              | 1951                                              |                                                   |
| 1951                                                 | Alberto Zavatti                                   | 1954                                              | Partito Comunista Italiano                                    | Partito Comunista Italiano                                    | Partito Comunista Italiano                                    |                                                   |                                                   |                                                   |
|                                                      | Ezio Antognoni (Vicesindaco f.f.)                 |                                                   | Indipendente                                                  | Indipendente                                                  | Indipendente                                                  | 1955                                              | 1956                                              |                                                   |
|                                                      | Manlio Mariani                                    |                                                   | Partito Socialista Italiano                                   | Partito Socialista Italiano                                   | Partito Socialista Italiano                                   | 1956                                              | 1960                                              |                                                   |
|                                                      | Alberto Zavatti                                   |                                                   | Partito Comunista Italiano                                    | Partito Comunista Italiano                                    | Partito Comunista Italiano                                    | 1960                                              | 1964                                              |                                                   |
|                                                      | Giuseppe Orciari                                  |                                                   | Partito Socialista Italiano                                   | Partito Socialista Italiano                                   | Partito Socialista Italiano                                   | 1964                                              | 1970                                              |                                                   |
| 1970                                                 | Giuseppe Orciari                                  | 1976                                              | Partito Socialista Italiano                                   | Partito Socialista Italiano                                   | Partito Socialista Italiano                                   |                                                   |                                                   |                                                   |
| 1976                                                 | Giuseppe Orciari                                  | 1983                                              | Partito Socialista Italiano                                   | Partito Socialista Italiano                                   | Partito Socialista Italiano                                   |                                                   |                                                   |                                                   |
|                                                      | Silvio Sartini                                    |                                                   | Partito Socialista Italiano                                   | Partito Socialista Italiano                                   | Partito Socialista Italiano                                   | 1983                                              | 1985                                              |                                                   |
|                                                      | Oddo Galavotti                                    |                                                   | Partito Comunista Italiano                                    | Partito Comunista Italiano                                    | Partito Comunista Italiano                                    | 1985                                              | 21 settembre 1987                                 |                                                   |
|                                                      | Primo Gazzetti                                    |                                                   | Partito Socialista Italiano                                   | Partito Socialista Italiano                                   | Partito Socialista Italiano                                   | 21 settembre 1987                                 | 10 agosto 1990                                    |                                                   |
|                                                      | Graziano Mariani                                  |                                                   | Partito Comunista Italiano Partito Democratico della Sinistra | Partito Comunista Italiano Partito Democratico della Sinistra | Partito Comunista Italiano Partito Democratico della Sinistra | 10 agosto 1990                                    | 13 agosto 1994                                    |                                                   |
| Sindaci eletti direttamente dai cittadini (dal 1994) |                                                   |                                                   |                                                               |                                                               |                                                               |                                                   |                                                   |                                                   |
| Nominativo                                           | Nominativo                                        | Partito                                           | Partito                                                       | Coalizione                                                    | Coalizione                                                    | Mandato                                           | Mandato                                           | Elezione                                          |
| Nominativo                                           | Nominativo                                        | Partito                                           | Partito                                                       | Coalizione                                                    | Coalizione                                                    | Inizio                                            | Fine                                              | Elezione                                          |
|                                                      | Graziano Mariani                                  |                                                   | Partito Democratico della Sinistra                            |                                                               | PDS-PPI-PS                                                    | 5 dicembre 1994                                   | 14 dicembre 1998                                  | Elezione 1994                                     |
|                                                      | Fabrizio Marcantoni                               |                                                   | Alleanza Nazionale                                            |                                                               | AN-FI-CCD-L. civiche                                          | 14 dicembre 1998                                  | 27 novembre 1999                                  | Elezione 1998                                     |
|                                                      | Carmine Rotondi (Commissario prefettizio)         | —                                                 | —                                                             | —                                                             | —                                                             | 27 novembre 1999                                  | 1º maggio 2000                                    | —                                                 |
|                                                      | Luana Angeloni                                    |                                                   | Democratici di Sinistra                                       |                                                               | DS-PPI-UDEUR-ID                                               | 1º maggio 2000                                    | 5 aprile 2005                                     | Elezione 2000                                     |
|                                                      | Luana Angeloni                                    | DS-DL-FdV-PRC                                     | Democratici di Sinistra                                       | 5 aprile 2005                                                 | 30 marzo 2010                                                 | Elezione 2005                                     |                                                   |                                                   |
|                                                      | Maurizio Mangialardi                              |                                                   | Partito Democratico                                           |                                                               | PD-SEL-FdV-PdCI-IdV                                           | 30 marzo 2010                                     | 4 giugno 2015                                     | Elezione 2010                                     |
|                                                      | Maurizio Mangialardi                              | PD-L. civiche                                     | Partito Democratico                                           | 4 giugno 2015                                                 | 5 ottobre 2020                                                | Elezione 2015                                     |                                                   |                                                   |
|                                                      | Massimo Olivetti                                  |                                                   | Indipendente                                                  |                                                               | FdI-Lega-FI-L. civiche                                        | 5 ottobre 2020                                    | in carica                                         | Elezione 2020                                     |